# Monica Klingler

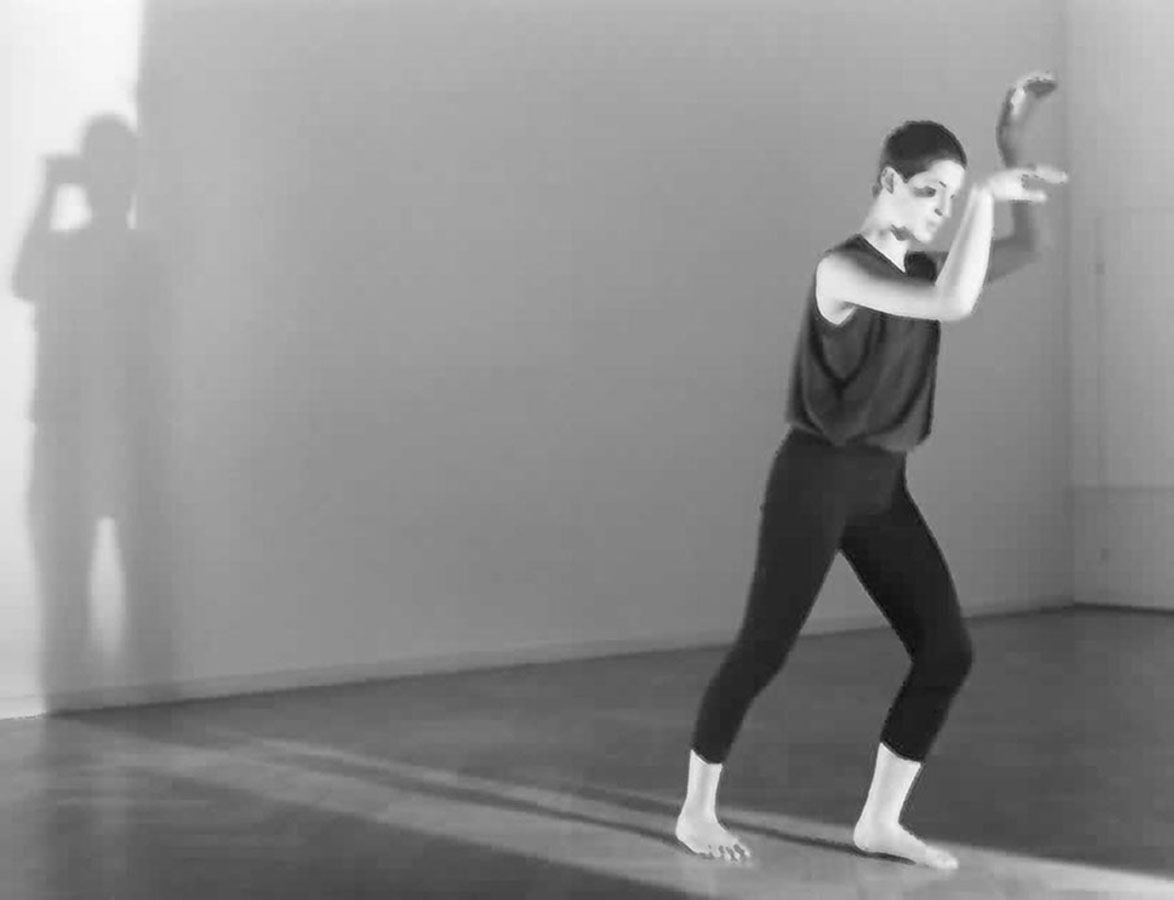
Monica Klingler 1984 in Wiegenlied, Kunsthalle Basel

Monica Klingler (* 2. Juli 1958 in Cooperstown) ist eine US-amerikanisch-schweizerische Performancekünstlerin, Choreografin und Tänzerin, die in Zürich lebt.

## Leben und Werk
Monica Klingler machte 1978 bis 1979 eine Ausbildung für Modern Dance am Laban Centre for Movement and Dance in London. Sie schloss zwei Jahre bei Elisabeth Oppliger in Zürich an.
1984 begann ihre Karriere mit Auftritten in den Kunsthallen Bern, Basel und Winterthur sowie in den Kunstmuseen Luzern und Zürich, aber auch im Ausland im Museum Kunstpalast Düsseldorf und der Kunsthalle Mainz.
1985 entstand für das Minimal-Festival in der Roten Fabrik in Zürich die Performance Kreislauf mit Eileen Nemeth und Peter Schelling.
1987 war Monica Klingler Teilnehmerin der documenta 8 in Kassel.

„Ich wähle Bewegungen, die Abbildungen menschlicher Grundzustände sind. Jeder Tanz hat eine einzige solche Bewegung zum Thema. Die Dynamik des Stückes entsteht aus dem sorgfältig komponierten Spiel mit Rhythmen, Spannungen, Vibrationen, Entfremdungen dieser einen Grundbewegung und der dazugehörigen Gesten. Die Stücke basieren auf nahtlosen Übergang von Bewegung und Rhythmus und tendieren zu einer Verdichtung der Atmosphäre. Meine Tänze sind Bewegungslieder, deren Grundtöne im Körper ansässige Traumreste, Erinnerungen an Bewegungsbedürfnisse der Kindheit oder das Aufstoßen von Naturzugehörigkeit darstellen. Erstaunlich verwandt sind uns allen solche körperlichen Erinnerungen.“

1989 filmte Anna Winteler, die die Kunstperformance Horizontal Walz von Monica Klingler mit zwei Handkameras mit dem Arbeitstitel Horizontal Waltz for two Handcameras, als gemeinsame Arbeit.
1994 gründete sie zusammen mit Carmen Blanco Principal und Patricia Saive in Brüssel die Company furiosas. Hier entwickelte sie unter anderem die Choreografien für die folgenden Tanz- und Theaterstücke:
- 1994 La Danse des pas perdus
- 1995 A corps perdus
- 1996 Laps, Four out of Seven
- 1997 Laps, at the Still Point of the Turning World

Sie arbeitete als Dozentin in Zürich an der Schule für Ausdruck und Bewegung sowie an der Zürcher Hochschule der Künste.
2012 zeigte sie anlässlich des ZAZ Festivals 2012 in Israel eine Performance bei der Performance Art Platform in den Orten Tel Aviv und Haifa.
2014 kuratierte sie zusammen mit Christine Bänninger für Visarte Zürich ZWISCHENRÄUME, eine Performance-Art-Reihe im inspace Visarte Zürich sihlquai 55. Dort veranstaltete sie u. a. 'BUTLER 1' mit Bernadett Settele und Dorothea Rust.
In den Jahren 2020 und 2021 war Monica Klingler für den Performancepreis Schweiz nominiert, dieser konnte 2020 pandemiebedingt nicht stattfinden und das Preisgeld wurde an alle Nominierten gleichwertig verteilt.

## Auszeichnungen
- 1990 Berliner Künstlerprogramm des DAAD
- 1998 Swiss Art Award
- 2006 nationaler Performancepreis, Kunstkredit Basel-Stadt (Vorgänger des Performancepreis Schweiz)

## Publikationen/Texte
- 1984: Monica Klingler, von Jean-Christophe Ammann, in: Jahresbericht des Basler Kunstvereins, Kunsthalle Basel
- 1990: Monica Klingler, von Jacqueline Burckhardt, in: Monica Klingler, Katalog Berliner Künstlerprogramm des DAAD
- 1994: La Danse Des Pas Perdus de furiosas, Text von Jeannine Monsieur, Nouvelles de danse, Nr. 21
- 2001: Atelier de creation et composition en danse, Text von Monica Klingler und Marian del Valle, Nouvelles de danse, Nr. 46/47
- 2009: Interview von Maud Hagelstein mit Monica Klingler über das von Monica Klingler und Luea Ritter initiierte Performance Art Festival Momentum, Fluxnews, Édition printanière (Frühlingsausgabe)
- 2013: corps presents, von Monica Klingler, in: Ligeia, dossiers sur l’art, № 121–122–123–124, Paris
- 2013: matières vivantes, von Marian del Valle, über Monica Klingler, Barbara Manzetti und Marian del Valle. Doktorarbeit Kunst und Tanz, Arts, Universität Sophia-Antipolis, Nizza
- 2015: Performance–Art as thought, Text von Monica Klingler, in: Formen der Wissensgenerierung, Practices in Performance Art, herausgegeben von Manfred Blohm und Elke Mark, Athena-Verlag, Oberhausen